# Rhynchostegium fauriei
Rhynchostegium fauriei là một loài rêu trong họ Brachytheciaceae. Loài này được Cardot mô tả khoa học đầu tiên năm 1912.